# Dome Karukoski
Thomas "Dome" Karukoski (ur. 29 grudnia 1976 w Nikozji na Cyprze) – fiński reżyser i scenarzysta filmowy.

## Życiorys
Karukoski jest synem fińskiej dziennikarki i amerykańskiego aktora George'a Dickersona. Urodził się na Cyprze. Rodzina przeprowadziła się do Finlandii, gdy reżyser miał 5 lat. Karukoski włada fińskim i szwedzkim. W 2006 Karukoski otrzymał nagrodę Amanda jako najlepszy debiutant skandynawski za film Piękna i drań. W 2009 zdobył nagrodę Jussi jako najlepszy reżyser za film Dom mrocznych motyli (film był również fińskim kandydatem do Oscara w 2008), zaś w 2011 tę samą nagrodę za film Lapońska odyseja.

## Filmografia
- Piękna i drań (Tyttö sinä olet tähti, 2005)
- Dom mrocznych motyli (Tummien perhosten koti, 2008)
- Zakazane owoce (Kielletty hedelmä, 2009)
- Lapońska odyseja (Napapiirin sankarit, 2010)
- Serce lwa (Leijonasydän, 2013)
- Stary człowiek i może (Mielensäpahoittaja, 2014)
- Tom of Finland (2017)
- Tolkien (2019)